# 大坪一之
大坪 一之（おおつぼ かずゆき）は、戦国時代の武将。山名豊国家臣。名は「いちの」とも読む。

## 経歴・人物
因幡八東郡鷲ケ城（大坪城）主。毛利方に与するよう豊国に諫めた。天正2年（1574年）1000余の軍勢を率いる山中幸盛勢と雁金山で遭遇した際、100余りの軍勢でこれをやぶった。